# Deutscher IQ-Preis
Der Deutsche IQ-Preis wird seit 2004 von Mensa in Deutschland (MinD) vergeben, um intelligente Ideen aus allen Bereichen der Wissenschaft und des täglichen Lebens zu würdigen.
Nominiert werden können sowohl Einzelpersonen als auch Forschungsgemeinschaften, Vereine oder Institutionen. Vorschlagsberechtigt sind (Stand 2017) Mensa-Mitglieder sowie frühere Preisträger, während früher auch Nichtmitglieder vorschlagsberechtigt waren. Der Preis wird durch eine Online-Abstimmung der Vereinsmitglieder von Mensa Deutschland vergeben und ist undotiert. Bis 2018 fand die Vergabe jährlich statt, danach wechselte der Turnus auf zweijährlich. Seit der Corona-Pandemie wurde die Prämierung ausgesetzt. Derzeit wird das Format überprüft.

## Geschichte
- 2004 ging der IQ-Preis an den Gießener Professor Albrecht Beutelspacher. Das 2002 von ihm begründete Mathematikum, das erste Mathematik-Museum der Welt, schaffe für Jung und Alt einen spannenden und originellen Zugang zur Mathematik.[2]
- 2005 ging der IQ-Preis an den Fernsehjournalisten und Moderator Günther Jauch. Mit seiner Sendung Der Große IQ-Test werbe er für einen ungezwungenen Umgang mit Intelligenz, Wissen und Hochbegabung. Er verschaffe dem Thema in breiten Bevölkerungsschichten Aufmerksamkeit und schaffe es, eine offene Diskussion darüber anzustoßen.[3]
- 2006 wurde der IQ-Preis an Die Sendung mit der Maus verliehen.
- 2007 ging der IQ-Preis an den WDR-Moderator Ranga Yogeshwar.[4][5]
- 2008 wurde der Comedian Dieter Nuhr mit dem IQ-Preis geehrt.[6]
- 2009 ging der Preis an den Physik-Professor und Fernsehmoderator Harald Lesch.[7]
- 2010 errang die Zeitschrift Spektrum der Wissenschaft den Preis.[8][9]
- 2011 wurde der Preis in zwei Kategorien vergeben. In der Kategorie Wissenschaft/Innovation wurde Siegfried Rotthäuser für seine politische Satire-Aktion Heatball und in der Kategorie Kultur/Medien der Autor Richard David Precht für sein Buch Die Kunst, kein Egoist zu sein ausgezeichnet.[10] Eine Kontroverse gab es um die Nominierung von Thilo Sarrazin, die jedoch trotz starker Proteste zugelassen wurde.[11]
- 2012 ging der Preis in der Kategorie Kultur/Medien an den Arzt und Kabarettisten Eckart von Hirschhausen.[12] In der Kategorie Wissenschaft und Innovation gab es aufgrund von Stimmengleichheit zwei Preisträger: Franz Porzsolt, Leiter der Klinischen Ökonomik am Universitätsklinikum Ulm, und Florian Freistetter von den ScienceBlogs.[13]
- 2013 ging der IQ-Preis in der Kategorie Wissenschaft/Innovation an das Unternehmen Auticon, das als erstes Unternehmen in Deutschland ausschließlich Menschen im Autismus-Spektrum als Consultants im IT-Bereich beschäftigt.[14]
- 2014 gewann Jonny Lee Miller die Abstimmung in der Kategorie Kultur/Medien, wie die Wochenzeitung Der Freitag berichtete. Bei der Vorbereitung der Wahl hatte es eine Kontroverse um die Nominierung von Edward Snowden gegeben. Die von zwei Mensa-Mitgliedern, davon ein Mitglied der IQ-Preis-Kommission, eingereichte Nominierung war zunächst von der Wahlkommission bestätigt worden. Auf Bitte des Vorstands stimmte die Wahlkommission noch einmal über Snowden ab, diese zweite Abstimmung ging unentschieden aus. Nach den IQ-Preis-Bestimmungen gilt eine Nominierung bei Stimmengleichheit in der Wahlkommission als abgelehnt. Die Nominierung Snowdens wurde in der Folge vom Vorstand verweigert, wodurch Snowden in der allgemeinen Abstimmung aller Mitglieder über den Preisträger gar nicht zur Wahl stand. Ein Kritiker der Vorgehensweise rief daraufhin zur Wahl von Miller auf, um die Preisvergabe ad absurdum zu führen.[1] In der Kategorie Wissenschaft/Innovation wurde Walter Diehl, Referatsleiter im Hessischen Kultusministerium, für seine 15-jährige Arbeit in der Hochbegabtenförderung ausgezeichnet.[15][16]
- 2015 ging der IQ-Preis in der Kategorie Intelligenz zum Wohle der Allgemeinheit nutzen an foodsharing.de, in der Kategorie Intelligente Vermittlung von Wissen an Daniele Ganser und in der Kategorie Hochbegabung in der Öffentlichkeit an die Initiative ArbeiterKind.[17]

Nachdem bis anhin der IQ-Preis immer anlässlich Jahrestagung des Vereins vergeben worden war, wurde ab 2017 das Vergabejahr zur offiziellen Benennung des Preises herangezogen. Daher gibt es keinen IQ-Preis 2016.
- 2017 wurde in der Kategorie „Gemeinschaft und Gesellschaft“ One Dollar Glasses gewählt, in der Kategorie „Erziehung und Bildung“ ScienceLab.[18]
- 2018 lauteten die Preisträger: Kategorie „Hochbegabtenförderung“: Städtisches Willibrord-Gymnasium Emmerich,[19] Kategorie „Bildung und Erziehung“: Dr.-Farassat-Stiftung, Kategorie „Gemeinschaft und Gesellschaft“: Forschungsstelle Nachhaltigkeit und Klimapolitik[20]
- 2020 war der Sieger in der Kategorie „Hochbegabtenförderung“ die Neue Schule Dorsten, in der Kategorie „Erziehung und Bildung“ der Verein Reparieren macht Schule an der Rudolf-Steiner-Schule Schwabing.